# Léontine Drapier-Cadec
Pour les articles homonymes, voir Cadec et Drapier (homonymie).
Léontine Drapier-Cadec (27 janvier 1895 à Irvillac – 14 juin 1995 à Saint-Yvi) est une institutrice et un écrivain français.

## Biographie
Fille d’institutrice, Léontine Marie Cadec fait ses apprentissages d’abord à l’école primaire supérieure de Quimperlé, pépinière de futures institutrices, puis à l'École normale de Quimper. Elle est affectée au hameau de Kervez en Lopérec, puis à Dirinon et enfin à Brest, dans les quartiers du port de commerce (rue de Madagascar) et de Recouvrance, pendant le siège de Brest. Mariée à Charles Drapier, également instituteur, elle se fera connaître sous le nom Drapier-Cadec alors qu'elle approche de la retraite, dans les années 1950, quand elle est encouragée à écrire par le libraire et éditeur brestois Pierre Le Bris, pour évoquer ses souvenirs d’enfance, ses joies d’institutrice.
Son premier ouvrage, Kervez, ce paradis, lui vaut le premier Prix des provinces françaises. Recouvrance des souvenirs, préfacé par Jean-Louis Bory et illustré par Jim E. Sévellec, « raconte une histoire de village à l’heure allemande ».

« Léontine Drapier saisit l'événement à ras de terre, au niveau des petites vies qui l'entourent. L'événement vécu non par ceux qui font l'HISTOIRE mais par ceux qui la subissent. Ceux qui paient les pots que cassent les autres. […] Cette mélancolie crève-cœur, que Léontine Drapier dissimule par pudeur sous un humour tendre : la guerre apparait comme une scandaleuse accélération de tout. […] Une intolérable ruade du Temps. C'est alors que Léontine Drapier, de toutes ses forces de son cœur et de son imagination, fait appel aux menues magies de sa petite boule. Et le miracle opère ! La petite boule tient bon. Elle résiste. Mieux : elle agit. Elle ressemble alors à ces billes de verre traversées d'irisations et dures comme du marbre. »

— Jean-Louis Bory, préface, Recouvrance des souvenirs

« Écrivain, Mme Drapier-Cadec n’appartient à aucune école sinon à celle de la narration où s’illustrèrent entre beaucoup d’autres Marivaux (celui de “La vie de Marianne”) Diderot, Stendhal et Dickens, le maître incontesté de tous les raconteurs d’histoires. Elle n’adhère à aucun système, ne se réclame d’aucun maître à penser, elle a le don d’être claire, plaisante quand elle s’amuse, émouvante quand elle est émue (ce qui n’est pas donné), observatrice à la manière de Colette, une phrase lui suffit pour évoquer l’odeur de la forêt du Cranou à l’orée de laquelle elle a vécu, et faire partager son émotion au lecteur. »

— Henri Anger (Kerdaniel), préface, Mémoires d’une skolérès - Septembre 1982

« …une œuvre simple qui célèbre le frais côté des souvenirs, parfois l'émerveillement rétrospectif, souvent la gravité et, plus souvent encore ce que le préfacier Jean-Louis Bory nomme comme il convient la mélancolie crève-cœur. »

— Alain-Gabriel Monot, Proses de Bretagne

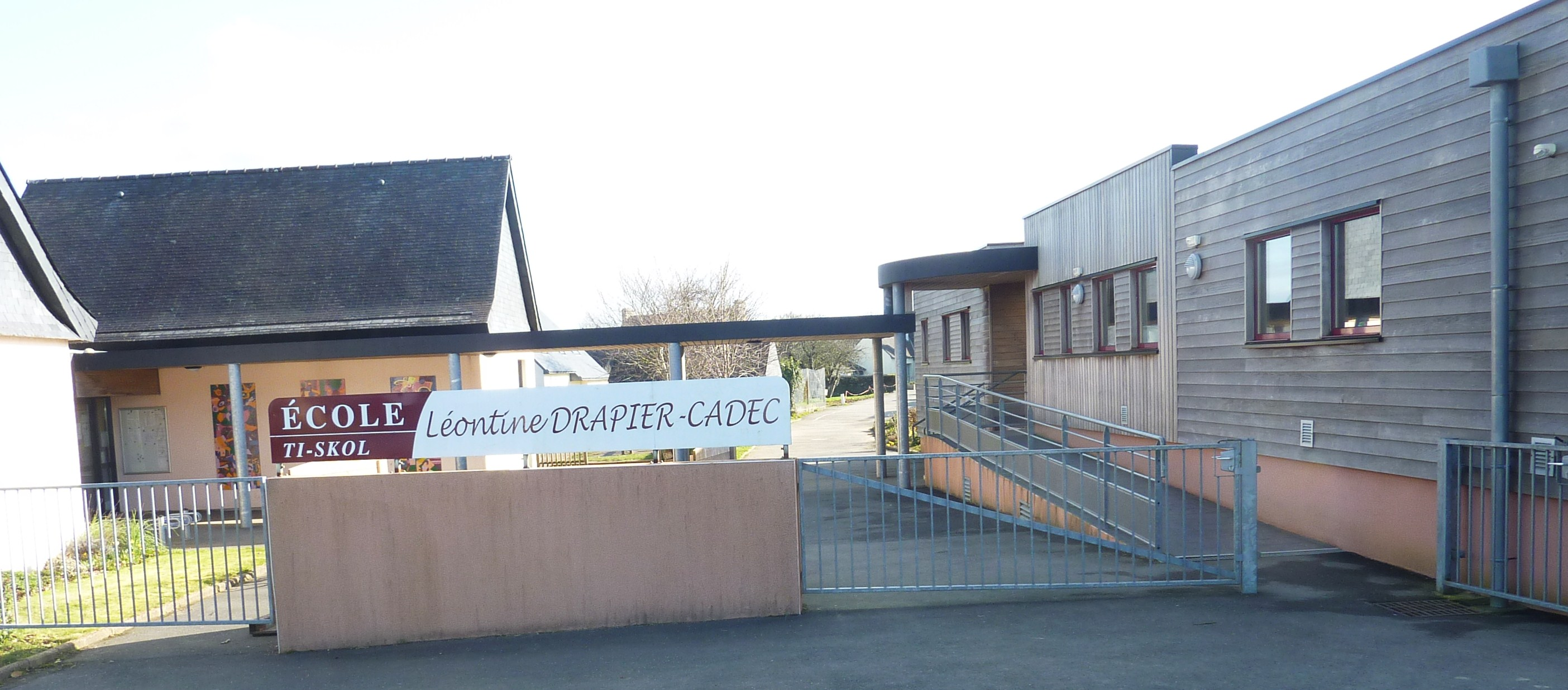
École Léontine Drapier-Cadec à Irvillac

Elle obtient la distinction de chevalier des Arts et des Lettres.
Elle finit sa vie non loin de Rosporden, à Saint-Yvi où elle décède centenaire le 14 juin 1995.
L'école primaire publique d'Irvillac, une rue de Plougastel-Daoulas et une place du Quartier des Capucins à Brest portent son nom.
À Brest, au 170 de la rue Anatole-France, à l'entrée du groupe scolaire des Quatre-Moulins, une fresque représente Léontine Drapier-Cadec devant une affiche pédagogique sur le cacao.

## Œuvres
- Kervez, ce paradis (dessins de Suzanne Baron), 1958, L'amitié par le livre,
- Rue de Madagascar[8] (miniatures de Suzanne Baron, frontispice de François Perhirin), 1963, L'amitié par le livre,
- Recouvrance des souvenirs, 1966, Éditions de la Cité ; préfacé par Jean-Louis Bory et illustré par Jim E. Sévellec,
- Comme il faisait beau temps - chronique villageoise du début du siècle, (illustrations de Suzanne Baron), 1972, Éditions de la Cité,
- Mémoires d'une skolérès : Mes chères prisons, 1983, Éditions de la Cité ; préfacé par Kerdaniel (Henri Anger),
- Léna et autres récits (illustrations Georges Nédélec), 1989, Éditions de la Cité.

Autres publications dans Les Cahiers de l'Iroise, revue de la Société d'études de Brest et du Léon
- Ce paradis (nouvelle). no 7, 1955, p. 40-41 (sous le nom Eur Skoleres)
- La neuvaine (nouvelle). no 11, 1956, p. 25-26 (sous le nom L. Kadec)
- Rue de Siam. no 13, 1957, p. 39-41 (sous le nom L. Kadec)
- « Petit-Jésus », figure brestoise. no 14, 1957, p. 50-52 (sous le nom L. Kadec)
- Le Petit Pont (nouvelle). no 16, 1957, p. 56-59 (sous le nom L. Kadec)
- Gens de Recouvrance. no 19, 1958, p. 182-185 (ill. de Georges Nédélec)
- Madame Michel. no 21, 1959, p. 29-31 (sous le nom L. Kadec)
- La route de Porstrein-Lapierre en 1935. no 23, 1959, p. 155-157 (sous le nom L. Kadec)
- La légende de saint Conval. no 26, 1960, p. 90-93 (ill. de Georges Nédélec)
- Douce nuit (nouvelle). no 28, 1960, p. 200-203 (sous le nom L. Kadec)
- Le corbeau (nouvelle). no 31, 1961, p. 165-167
- Bénodet où tout est grâce et sourire. no 35, 1962, p. 157-162
- La brume (nouvelle). no 37, 1963, p. 44-47
- « Mon village à l'heure allemande ». no 38, 1963, p. 95-98
- La Saint-Jean (nouvelle). no 40, 1963, p. 210-214
- Le remède (nouvelle). no 43, 1964, p. 179-181
- Anniversaire : août 1914. no 44, 1964, p. 208-210
- Les îles. no 50, 1966, p. 76-78
- Ar luvet (l'éclair) (nouvelle). no 55, 1967, p. 179-182
- Une primevère pour René Guy Cadou. no 57, 1968, p. 28-31 (ill.)
- Sur Maudez le Léonard de Joseph Créac'h. no 61, 1969, p. 42-45
- Un voyage merveilleux (nouvelle). no 64, 1969, p. 252-254
- En suivant l'étoile… ou Colette en Bretagne. no 65, 1970, p. 15-18
- Saint-Rémy de Provence et Landivisiau. no 70, 1971. p. 93-95
- Cimetières bretons. no 80, 1973, p. 242-245
- Combien j'ai douce souvenance… du Lilia d'il y a près de 40 ans. no 83, 1974, p. 163-165
- Le vent de Brest. no 97, 1978, p. 27-29
- Le retour du matelot au pays (nouvelle). no 108, 1980, p. 232-234
- Sabots et sabotier. no 112, 1981, p. 222-224

## Sources
- War Hentchou Irvilhag
- Écrivains en Bretagne - Biographies d'auteurs
- Alain-Gabriel Monot, Proses de Bretagne
- Les murs s'expriment rue Anatole-France (Brest) Fresque où on découvre Léontine Drapier-Cadec devant une affiche pédagogique, in L'Écho de Saint-Pierre-Quilbignon, no 220, février 2010, 2e feuillet.
- Illustrations de Jim Sévellec pour Recouvrance des souvenirs, 49 à 63
- Les Cahiers de l'Iroise et la Société d'études de Brest et du Léon
- Hermine La Bretagne en références Numérisation des textes publiés dans Les Cahiers de l'Iroise